# 奧托倫庫山
14°39′5″S 72°27′9″W / 14.65139°S 72.45250°W
奧托倫庫山（Uturunku），是秘魯的山峰，位於該國南部庫斯科大區的瓊比維卡省，屬於安第斯山脈的一部分，海拔高度約5,000米，周圍是錢庫瓦尼亞山、瓦曼里帕山和瓦伊塔內山。